# Aspidotis schimperi
Aspidotis schimperi är en kantbräkenväxtart som först beskrevs av Kze., och fick sitt nu gällande namn av Pichi-serm. Aspidotis schimperi ingår i släktet Aspidotis och familjen Pteridaceae. Inga underarter finns listade.